# Tropidion sipolisi
Tropidion sipolisi là một loài bọ cánh cứng trong họ Cerambycidae.